# Tasiocera (Dasymolophilus) dignissima
Tasiocera (Dasymolophilus) dignissima is een tweevleugelige uit de familie steltmuggen (Limoniidae). De soort komt voor in het Afrotropisch gebied.